# Lycaeus
Lycaeus (Mons Lycaeus, mod. Diaphorti) är ett berg i Arkadien helgat åt guden Zeus. Den grekiske kungen Lykaon ska ha vuxit upp där och enligt grekisk mytologi ha skapat den ritual till Zeus ära som innebar människooffer, och att likdelarna åts upp. Den person som sedan åt av kropparna blev förvandlad till en varg precis som Lykaon hade blivit efter att ha offrat ett barn. Zeus altare bestod av en stor askhög med en stenmur. Enligt legenden föll inga skuggor inom altaret och att den som passerade den skulle dö inom ett år.